# Chasing the Dragon
Singles de Epica
Never Enough
(2007)
Chasing the Dragon est un single du groupe de metal symphonique Epica, sorti en 2008.

## Liste des titres
1. Chasing the Dragon (radio edit)
2. Replica (Fear Factory cover)